# لوك هيوز
لوك هيوز (بالإنجليزية: Luke Hughes)‏ هو لاعب كرة قاعدة أسترالي، ولد في 2 أغسطس 1984 في برث في أستراليا.

## وصلات خارجية
- لوك هيوز على موقع دوري كرة القاعدة الرئيسي (الإنجليزية)
- لوك هيوز على موقع دوري أستراليا لكرة القاعدة (الإنجليزية)
- لوك هيوز على موقعبيزبول رفرنس.كوم (الدوري الرئيسي) (الإنجليزية)
- لوك هيوز على موقعبيزبول رفرنس.كوم (الدوري الثانوي) (الإنجليزية)
- لوك هيوز على موقع إي إس بي إن.كوم (أم.أل.بي) (الإنجليزية)
- لوك هيوز على موقع مشجعي الرسوم البيانية (الإنجليزية)